# Alexandre-Antoine Hureau de Sénarmont
Alexandre-Antoine Hureau de Sénarmont, baron de Sénarmont (1771 - 1810), a fost un militar francez al perioadei războaielor napoleoniene.
Fiu de general, Sénarmont este absolvent al Școlii militare din Metz în 1785 și participă la Războaiele Revoluției Franceze din 1792, cu gradul de căpitan, fiind aghiotant al tatălui său, în cadrul armatei „Nordului” și apoi a celei „a Rinului”. Se remarcă în mod deosebit pe 3 iunie 1800, atunci când reușește să deschidă un drum ocolitor prin strâmtoarea Marele Saint-Bernard, conturnând fortul Bard cu artileria sa, ceea ce îi permite să ajungă în câmpia Padului, pentru a lupta apoi cu distincție la Marengo. Servește în cadrul primei Mari Armate între 1805 și 1807, devenind general de brigadă în iulie 1806 și fiind unul dintre artizanii victoriei de la Friedland, unde organizează excelent prima Mare Baterie din istorie și își conduce oamenii cu o bravură exemplară sub focul intens al rușilor. 
În 1808, Sénarmont devine baron al Imperiului, fiind trimis în Spania, unde se distinge în numeroase rânduri. În urma conduitei sale de la Somosierra, pe 30 noiembrie este numit general de divizie. În 1810 este comandant al artileriei în cadrul bătăliei de la Cadiz, unde este ucis de o ghiulea. Numele său este înscris pe Arcul de Triumf din Paris.